# Bas Smulders
Bas Smulders (Tilburg, 10 november 1985) is een Nederlands voormalig profvoetballer. Smulders speelde voor Willem II drie wedstrijden in het seizoen 2004/05 en daarna voor diverse amateurverenigingen. Hij speelt anno 2016 voor VV WNC.